# Emboicy mirim
Emboicy mirim är en bönsyrseart som beskrevs av Terra 1982. Emboicy mirim ingår i släktet Emboicy och familjen Thespidae. Inga underarter finns listade i Catalogue of Life.